# Näcip Cihanov
Näcip Ğayaz ulı Cihanov (tat. Нәҗип Гаяз улы Җиһанов, ros. Нази́б Гая́зович Жига́нов, Nazib Gajazowicz Żyganow; ur. 2 stycznia?/15 stycznia 1911 w Uralsku, zm. 2 czerwca 1988 w Ufie) – radziecki i tatarski kompozytor i pedagog, Ludowy Artysta ZSRR (1957).

## Życiorys
W 1928 bezskutecznie próbował dostać się do technikum muzycznego w Kazaniu, w 1931 został przyjęty do szkoły muzycznej przy konserwatorium w Moskwie, w 1938 ukończył klasę kompozycji konserwatorium moskiewskiego. Zaczął pracować w Kazaniu jako kompozytor i kierownik artystyczny teatru operowego, w 1939 został przewodniczącym Związku Kompozytorów. Rozpoczął pracę nad operą Altınçäç (Złotowłosa), do której libretto napisał Musa Cälil; wystawiono ją w 1941. W 1944 został członkiem WKP(b), w tym samym roku wystąpił do władz Tatarskiej ASRR z wnioskiem o utworzenie konserwatorium; utworzono je w Kazaniu na mocy decyzji z 13 kwietnia 1945, a jego rektorem został Cihanov. Jego twórczość była poświęcona głównie wątkom historycznym i heroicznym. Napisał 8 oper, 3 balety i 3 symfonie. Do najbardziej znanych jego dzieł należą opery Qaçqın (Uciekinier; po 1939), Altınçäç (Złotowłosa; 1941), Cälil 1957), a także Suita na tatarskie tematy (1949), poemat Näfisä (1952) i II symfonia Sabantuy (1968). Był najwybitniejszym tatarskim kompozytorem XX wieku. Praktycznie wszystkie działające organizacje kultury muzycznej w Tatarstanie (konserwatorium w Kazaniu, tatarski teatr opery i baletu, Państwowa Orkiestra Symfoniczna, Związek Kompozytorów, średnia specjalna szkoła muzyczna przy konserwatorium) zawdzięczają powstanie lub kształt energii twórczej Cihanova. W 1957 otrzymał tytuł Ludowego Artysty ZSRR.

## Odznaczenia i nagrody
- Medal Sierp i Młot Bohatera Pracy Socjalistycznej (15 stycznia 1981)
- Order Lenina (dwukrotnie, 24 czerwca 1950 i 15 stycznia 1981)
- Order Czerwonego Sztandaru Pracy (20 stycznia 1971)
- Order „Znak Honoru” (dwukrotnie; pierwszy raz 24 czerwca 1945)
- Nagroda Stalinowska (dwukrotnie, 1948 i 1950)
- Nagroda Państwowa ZSRR (1970)

I inne.